# パルマ・ディ・モンテキアーロ
パルマ・ディ・モンテキアーロ（イタリア語: Palma di Montechiaro）は、イタリア共和国シチリア自治州アグリジェント県にある、人口約23,000人の基礎自治体（コムーネ）。

## 名称
この地は昔からパルマ (Palma)と呼ばれていたが、1863年にこの街に本拠地を構えていたモンテキアーロ家に敬意を表するため現在の地名に改称された。

## 地理

### 位置・広がり

#### 隣接コムーネ
隣接するコムーネは以下の通り。
- アグリジェント
- カマストラ
- リカータ
- ナーロ